# Fourcigny
Fourcigny és un municipi francès situat al departament del Somme i a la regió dels Alts de França. L'any 2007 tenia 171 habitants.

## Demografia

### Població

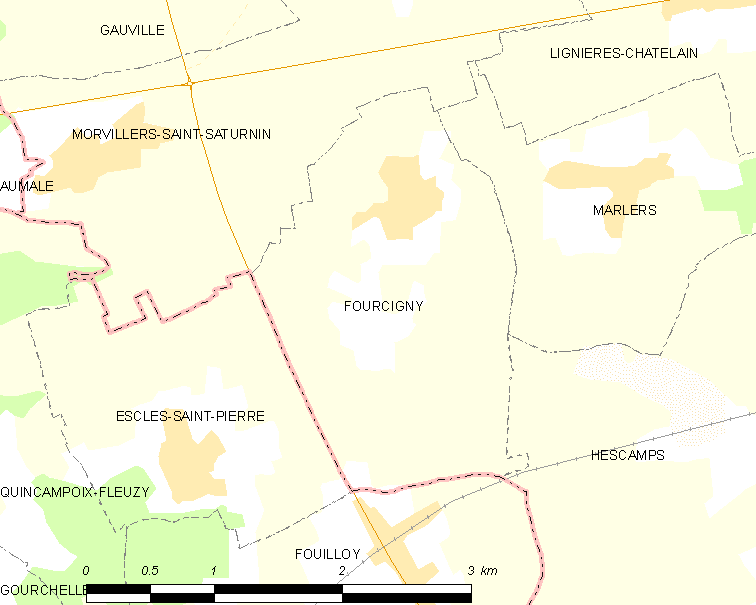

El 2007 la població de fet de Fourcigny era de 171 persones. Hi havia 58 famílies de les quals 16 eren unipersonals (12 homes vivint sols i 4 dones vivint soles), 19 parelles sense fills i 23 parelles amb fills.
La població ha evolucionat segons el següent gràfic:
Habitants censats

### Habitatges

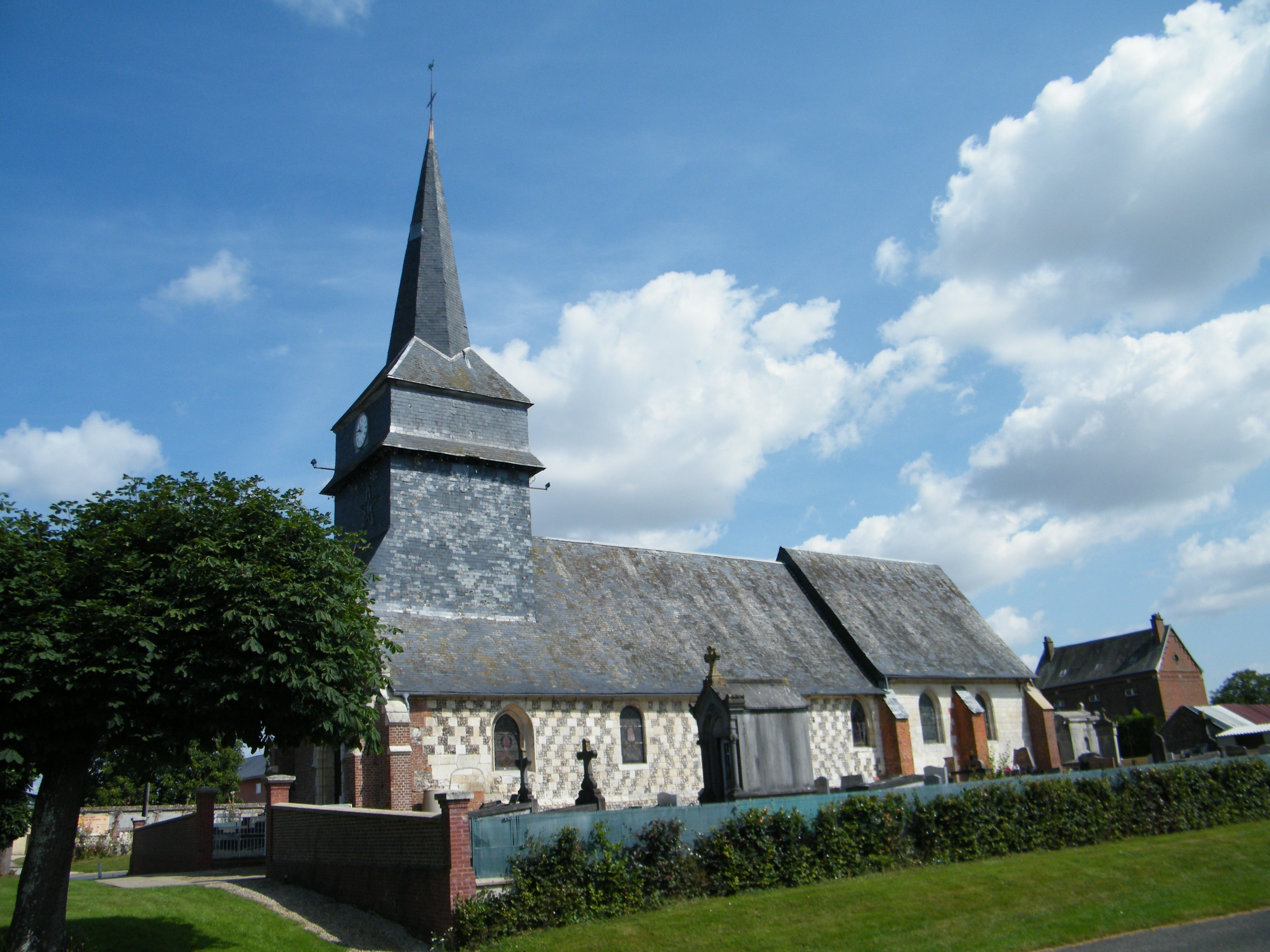

El 2007 hi havia 81 habitatges, 66 eren l'habitatge principal de la família, 10 eren segones residències i 5 estaven desocupats. Tots els 80 habitatges eren cases. Dels 66 habitatges principals, 55 estaven ocupats pels seus propietaris, 10 estaven llogats i ocupats pels llogaters i 1 estava cedit a títol gratuït; 1 tenia una cambra, 2 en tenien dues, 14 en tenien tres, 19 en tenien quatre i 30 en tenien cinc o més. 52 habitatges disposaven pel capbaix d'una plaça de pàrquing. A 37 habitatges hi havia un automòbil i a 27 n'hi havia dos o més.

### Piràmide de població

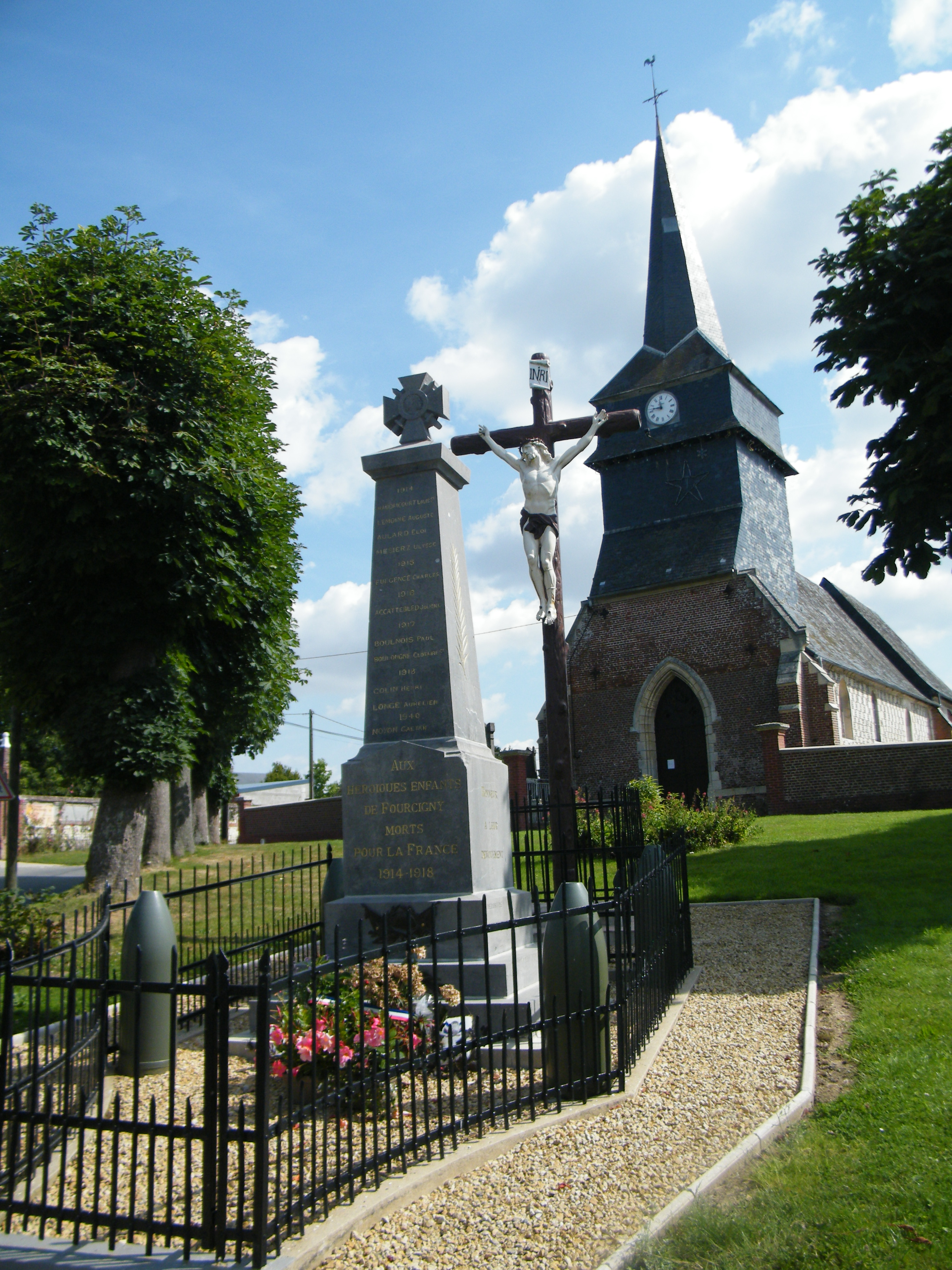

La piràmide de població per edats i sexe el 2009 era:
| Homes | Edats   | Dones |
| ----- | ------- | ----- |
| 0     | 95 o +  | 0     |
| 0     | 90 a 94 | 0     |
| 4     | 85 a 89 | 0     |
| 4     | 80 a 84 | 0     |
| 4     | 75 a 79 | 12    |
| 0     | 70 a 74 | 0     |
| 4     | 65 a 69 | 0     |
| 0     | 60 a 64 | 0     |
| 4     | 55 a 59 | 4     |
| 8     | 50 a 54 | 8     |
| 8     | 45 a 49 | 0     |
| 0     | 40 a 44 | 0     |
| 4     | 35 a 39 | 0     |
| 8     | 30 a 34 | 8     |
| 0     | 25 a 29 | 4     |
| 0     | 20 a 24 | 0     |
| 4     | 15 a 19 | 0     |
| 0     | 10 a 14 | 4     |
| 8     | 5 a 9   | 8     |
| 12    | 0 a 4   | 4     |

## Economia

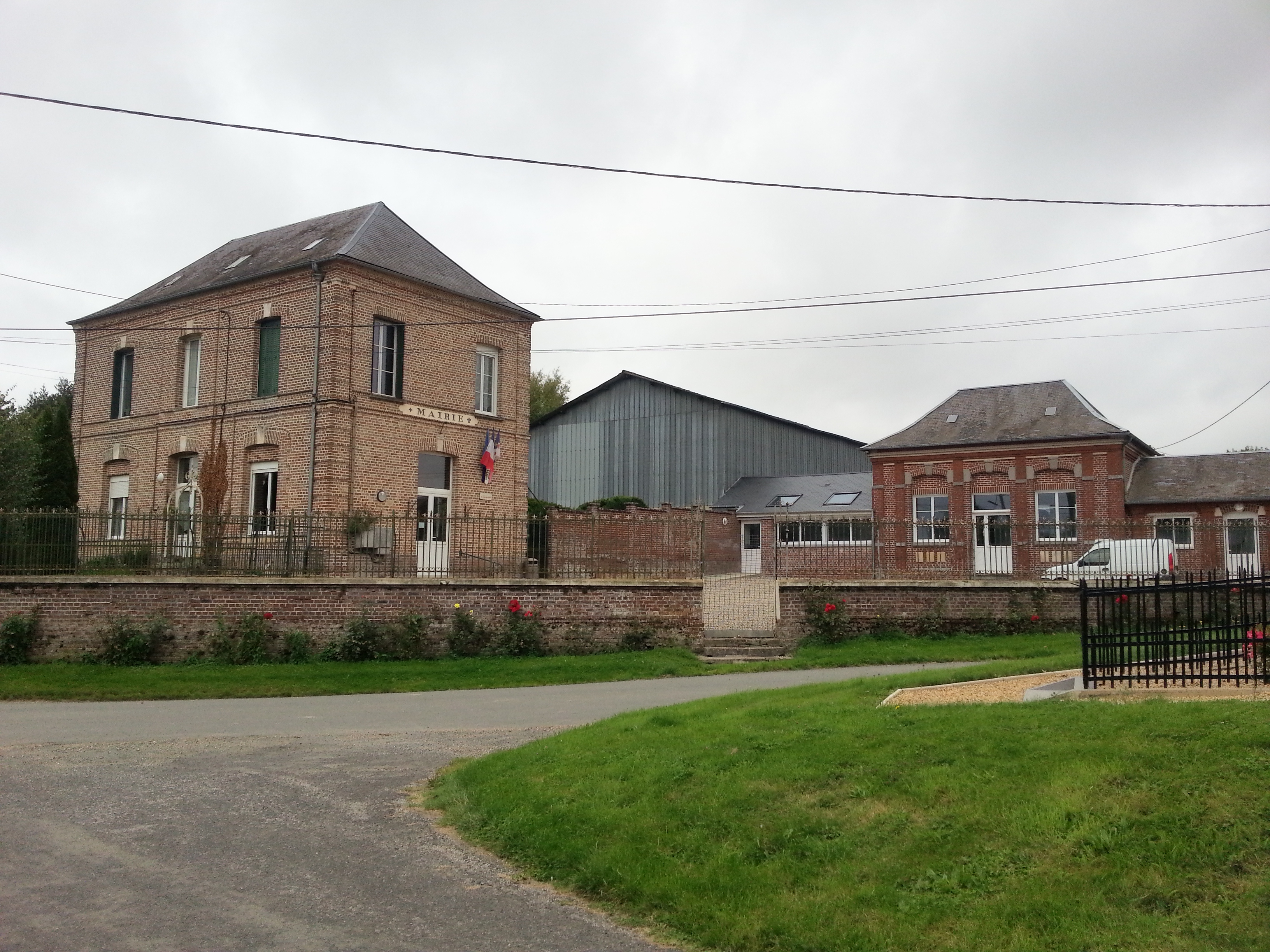

El 2007 la població en edat de treballar era de 102 persones, 74 eren actives i 28 eren inactives. De les 74 persones actives 68 estaven ocupades (40 homes i 28 dones) i 6 estaven aturades (4 homes i 2 dones). De les 28 persones inactives 8 estaven jubilades, 10 estaven estudiant i 10 estaven classificades com a «altres inactius».

### Ingressos

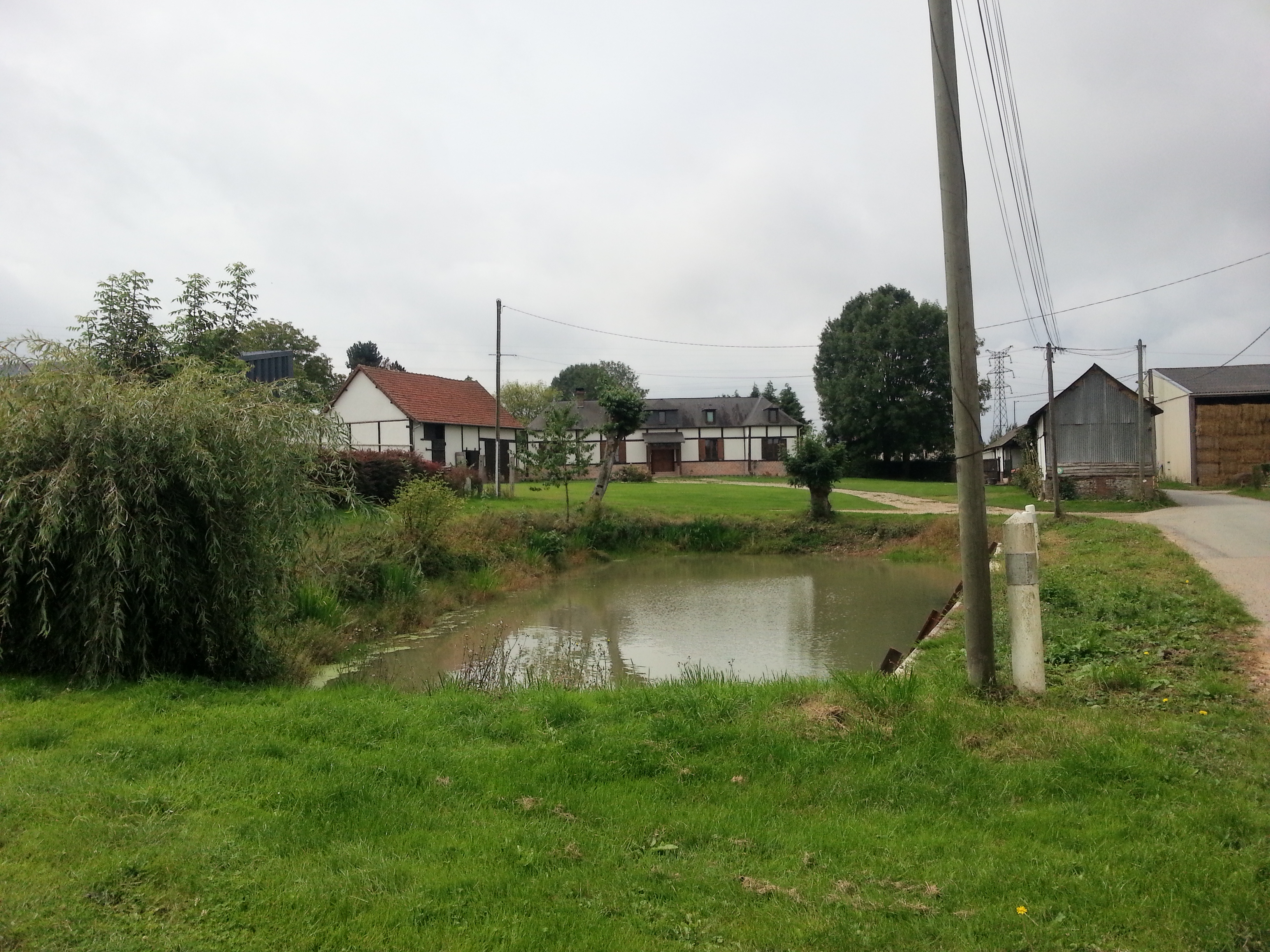

El 2009 a Fourcigny hi havia 71 unitats fiscals que integraven 182 persones, la mediana anual d'ingressos fiscals per persona era de 15.218 €.

### Activitats econòmiques
Dels 3 establiments que hi havia el 2007, 2 eren d'empreses de construcció i 1 d'una empresa de transport.
L'únic servei als particulars que hi havia el 2009 era un paleta.
L'any 2000 a Fourcigny hi havia 10 explotacions agrícoles que ocupaven un total de 384 hectàrees.

## Poblacions més properes
El següent diagrama mostra les poblacions més properes.